# Bebelplatz
La Bebelplatz (già Opernplatz) è una piazza di Berlino, nel quartiere Mitte. È posta sotto tutela monumentale (Denkmalschutz).

## Storia

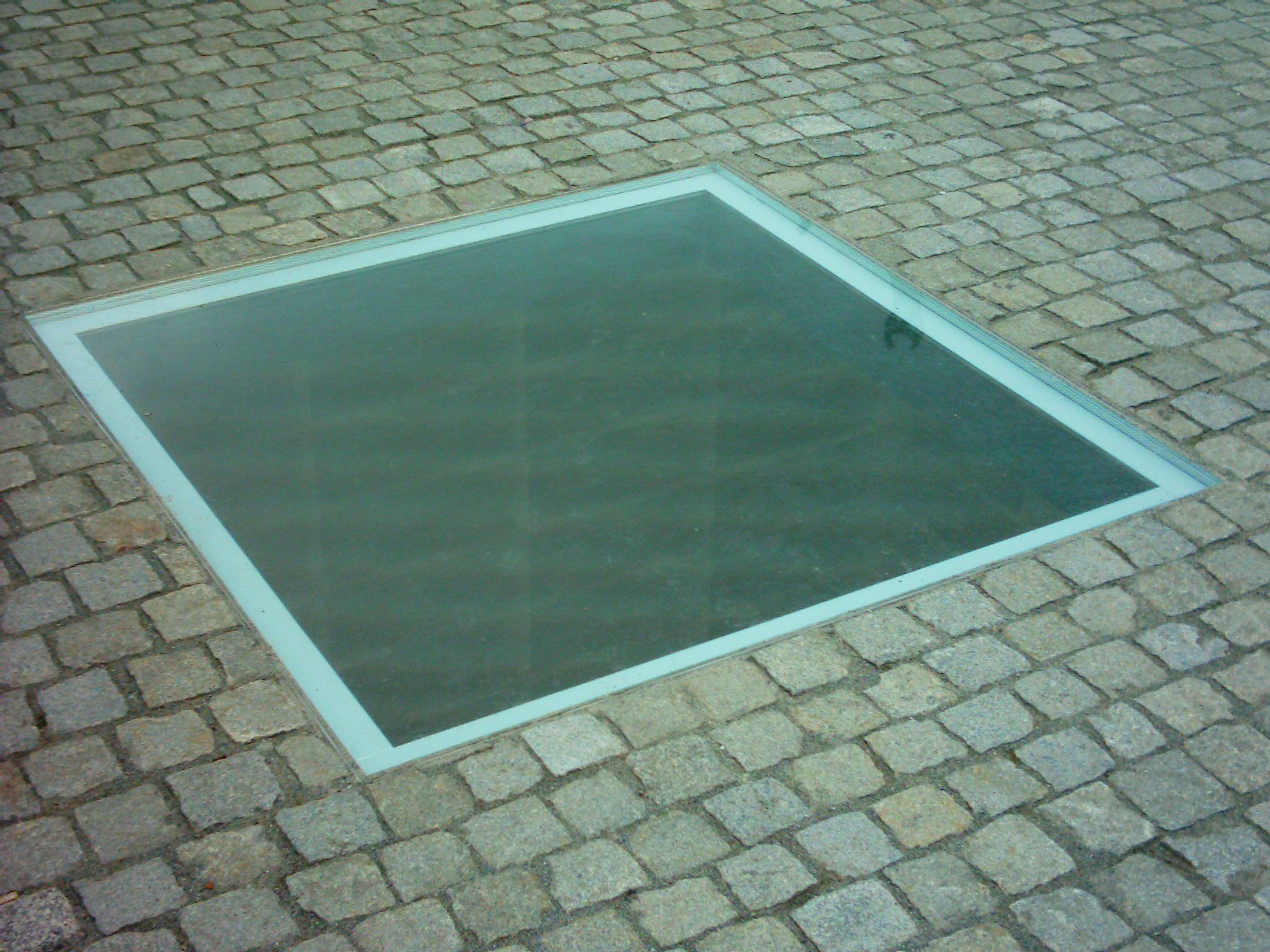
Monumento al rogo dei libri.

Chiamata, in origine, Opernplatz (Piazza dell'Opera), la piazza doveva essere il punto focale del Forum Fridericianum progettato da Georg Wenzeslaus von Knobelsdorff. Il Forum doveva essere un'area con edifici in stile romano antico. Tale progetto fu realizzato però solo in parte. Qui il 10 maggio 1933 avvenne il rogo in cui i nazisti bruciarono circa 25.000 libri ritenuti "pericolosi". Questo evento, parte dei cosiddetti Bücherverbrennungen (in italiano, appunto, "roghi di libri"), è ricordato da un'opera di Micha Ullman, consistente in un pannello luminoso inserito sulla superficie della strada, che lascia intravedere una camera piena di scaffali vuoti. Accanto è posta una targa che riporta una citazione di Heinrich Heine:
Nel 1947 cambiò nome e divenne Bebelplatz, dedicata al politico August Bebel. Sulla piazza si affacciano numerosi edifici storici della città: la Staatsoper Unter den Linden, l'Alte Bibliothek, la St-Hedwigs-Kathedrale; di fronte alla stessa, oltre il viale, si trovano la Statua equestre di Federico il Grande e la Humboldt Universität.
Sulla Bebelplatz, da cui si vede il Ministero degli Esteri della Germania, si è tenuta per la seconda volta a Berlino la mostra degli United Buddy Bears 2006. La mostra consiste in oltre 140 sculture a forma di orso, ognuna alta 2 m e creata da un artista diverso. Queste statue colorate si tengono per mano l'una accanto all'altra, promuovendo così la tolleranza e la comprensione tra i popoli. Tutte insieme trasmettono un messaggio di convivenza pacifica tra tutte le culture e le religioni. La comunità ebraica di Berlino ha accolto con favore la mostra degli orsi in mezzo alla Bebelplatz.